# Wer Wind sät – Ein Taunuskrimi
Wer Wind sät – Ein Taunuskrimi ist ein deutscher Fernsehfilm aus dem Jahr 2015. Die Literaturverfilmung basiert auf dem gleichnamigen Roman von Nele Neuhaus und ist die fünfte Folge der Krimiserie Der Taunuskrimi.
Die Kriminalbeamten Pia Kirchhoff und Oliver von Bodenstein geraten in dieser Folge in das Kreuzfeuer zwischen einer Windradfirma und deren Gegnern.

## Handlung
Die Kriminalbeamten Pia Kirchhoff und Oliver von Bodenstein sollen den Tod des Nachtwächters einer Windradfirma aufklären. Der Mann ist nach einem Treppensturz tot aufgefunden worden. Da er ein Alkoholproblem hatte, ist es durchaus möglich, dass es sich um einen Unfall handelt. Allerdings hatte der Mann einen Herzschrittmacher und der ist nach Auswertung der Obduktion für die eigentliche Todesursache verantwortlich. Das Gerät hatte aufgrund eines Batterieausfalls nicht mehr funktioniert, wodurch es zu dem Sturz kam. Die Ermittler halten es für möglich, dass ein Einbrecher einen solchen Ausfall über einen Störsender ausgelöst hat. Spuren eines Eindringlings werden im Büro gefunden, wo ein Umweltaktivist einen toten Hamster deponiert hat, um auf die zerstörerischen Auswirkungen der aktuellen Umweltsünden aufmerksam zu machen, für die man auch die Windradfirma verantwortlich macht.
Am nächsten Tag ereignet sich ein weiterer Todesfall, um den sich die Ermittler kümmern müssen: Ludwig Hirtreiter, Sprecher einer Aktivistengruppe, die sich gegen den Bau weiterer Windräder wendet, wurde auf seinem Grundstück brutal erschossen. Augenscheinlich hatte der Mörder Hirtreiters eigenes Jagdgewehr benutzt, was einen Verdacht auf Frauke Hirtreiter lenkt, die eine ausgezeichnete Schützin ist und ihren Vater hasst. Ludwig Hirtreiter war allgemein als ein schwieriger Charakter bekannt und hatte am Vorabend seines Todes einen massiven Streit mit Jannis Theodorakis, dem zweiten Vorsitzenden der Umweltaktivisten, was diesen ebenfalls in den Kreis der Verdächtigen rückt. Auch Stefan Theissen, der Betreiber der Windkraftanlage, der bisher vergeblich versucht hat, von Hirtreiter ein Waldstück zur Erweiterung seiner Anlagen zu erwerben, hätte ein Motiv.
Die Ermittler sind sich sicher, dass die Todesfälle mit dem Konflikt der Windradfirma und deren Gegner zusammenhängen.
So stellt sich letztendlich heraus, dass Ricky Franzen, die Freundin von Jannis Theodorakis, den Windparkbetreiber erpressen wollte, da sie in Erfahrung gebracht hatte, dass er mit gefälschten Wetterdaten den Standort seines Windparks „erschwindelt hatte“. Um an diese Unterlagen zu gelangen, war sie nachts in Theissens Firma eingedrungen und hatte den Nachtwächter mit einem Elektroschock-Gerät außer Gefecht setzen wollen. Dass er dabei tödlich stürzte, war nicht gewollt. Hirtreiter hingegen hatte sie ganz bewusst hingerichtet, weil sie unter ihm schon in ihrer Kindheit leiden musste und er seiner Tochter, die eine gute Freundin von ihr ist, ebenso viel Böses angetan hatte. Als er dann äußerte, eher sein Land an Theissens Firma zu verkaufen, als dass es seine Tochter erben würde, hatte sie ihn vor Wut erschossen.

## Hintergrund
Mit Wer Wind sät – Ein Taunuskrimi wurde das fünfte Buch der Bodenstein-&-Kirchhoff-Reihe verfilmt.

## Rezeption

### Einschaltquote
Wer Wind sät – Ein Taunuskrimi wurde am 4. Mai 2015 zur Hauptsendezeit im ZDF ausgestrahlt und erzielte eine Quote von 5,77 Millionen Zuschauern und 18,8 Prozent Marktanteil.

### Kritik
Harald Keller meinte bei tittelbach.tv: Es „wurde zu viel hineingepackt“ für nur 90 Minuten. „Einerseits schön, wenn auch Nebenfiguren sorgsam ausgestaltet werden, eigene Lebenswirklichkeit, individuelle Merkmale und Interessen zugebilligt bekommen. Ungut dann aber, wenn dies auf Kosten anderer Charaktere geht und dem Verständnis schadet. […] Das heillos verwickelte Handlungsknäuel wird am Ende nicht säuberlich aufgedröselt, sondern mit einer Gewaltaktion zerschlagen.“ Fazit: „Das Ergebnis kann, auch angesichts krasser Verstöße gegen die Logik, nicht überzeugen.“
Bei der FAZ schrieb Heike Hupertz ebenfalls wenig anerkennend: „Das ZDF zieht die Quatschgeschichten aus dem Vordertaunus von Nele Neuhaus gnadenlos durch. Ein Roman nach dem anderen wird verfilmt. Jetzt ist ‚Wer Wind sät‘  dran: Ein klarer Fall von Energieverschwendung.“
Die Kritiker der Fernsehzeitschrift TV Spielfilm schrieben: „Ein Fall, der seine liebe Mühe hat, alle ausgelegten Fährten zu einem plausiblen Ziel zu führen.“ Fazit: „Dramaturgisch nur ein laues Lüftchen.“

## Sonstiges
- Bei der im Film gezeigten Mühle handelt es sich um die Langfeldsmühle. Sie befindet sich nicht im Taunus, sondern in Hergershausen im Landkreis Darmstadt-Dieburg nördlich des Odenwalds.
- Der aktuelle Besitzer der Mühle, Thomas Winter, ist am Anfang als Holzfäller zu sehen.